# Nova Esperança do Sul
Nova Esperança do Sul é um município brasileiro do estado do Rio Grande do Sul. Foi criado no dia 13 de abril de 1988, pela Lei estadual nº 8.559.